# 1326

## Události
- do muslimských rukou padla Bursa, dobyl ji osmanský emír Orhan I. a připojil k Osmanské říši, založené jeho otcem

## Narození
- 5. března – Ludvík I. Veliký z Anjou, uherský a polský král († 10. září 1382)
- 30. března – Ivan II. Ivanovič, kníže moskevský a veliký kníže vladimirský († 13. října 1359)
- 1. května – Rinčinbal, císař říše Jüan a veliký chán mongolské říše († 14. prosince 1332)
- 8. května – Jana z Auvergne, francouzská královna jako manželka Jana II. († 29. září 1360)
- 15. září – Jolanda z Dampierre, hraběnka a regentka hrabství Bar († 12. prosince 1395)
- ? – Beatrix Sicilská, sicilská princezna († 12. října 1365)
- ? – Alžběta Polská, dcera polského krále Kazimíra III. († ? 1361)
- ? – Anna Bavorská, dolnobavorská vévodkyně († 1361)
- ? – Petr II. z Rožmberka, český šlechtic a probošt U všech svatých na Pražském Hradě († 16. listopadu 1384)
- ? – Konrád Waldhauser, rakouský kazatel, spisovatel a církevní reformátor († 8. prosince 1369)

## Úmrtí
- 28. února – Leopold I. Habsburský, rakouský vévoda (* 4. srpna 1293)
- 29. dubna – Blanka Burgundská, francouzská a navarrská královna, manželka Karla IV. (* 1296)
- 6. května – Bernard Svídnický, kníže javorský, svídnický a minsterberský (* mezi 1287 až 1291)

## Hlavy státu
- České království – Jan Lucemburský
- Svatá říše římská – Ludvík IV. Bavor – Fridrich Sličný
- Papež –
- Anglické království – Eduard II.
- Francouzské království – Karel IV. Sličný
- Kastilské království – Alfons XI. Spravedlivý
- Polské knížectví – Vladislav I. Lokýtek
- Uherské království – Karel I. Robert
- Byzantská říše – Andronikos II. Palaiologos
- Osmanská říše – Osman I., po jeho smrti Orhan I.